# Olga Potachova
Olga Dmitrievna Potachova (en russe : Ольга Дмитриевна Поташова) est une ancienne joueuse de volley-ball russe, née le 26 juin 1976 à Potsdam (RDA). Elle mesure 2,04 m et jouait au poste de réceptionneuse-attaquante.  

## Clubs
| Club                       | De        | À         |
| -------------------------- | --------- | --------- |
| CSKA Moscou                | 1993-1994 | 1998-1999 |
| Ouralotchka Iekaterinbourg | 1999-2000 | 1999-2000 |
| Reggio Calabria            | 2000-2001 | 2001-2002 |
| Sirio Perugia              | 2002-2003 | 2002-2003 |
| Fakel Novy Ourengoï        | 2003-2004 | 2005-2006 |

## Palmarès

### Équipe nationale
- Jeux olympiques
  -  2000 à Sydney.
- Coupe du monde
  - Finaliste : 1999.
- Grand Prix mondial
  - Finaliste : 2000.
- Championnat d'Europe
  - Vainqueur : 2001.

### Clubs
- Coupe de la CEV
  - Vainqueur : 1998.
- Championnat de Russie
  - Vainqueur : 2000.
- Coupe de Russie
  - Vainqueur : 1998.
- Championnat d'Italie
  - Vainqueur : 2003.
- Coupe d'Italie
  - Vainqueur : 2001, 2003.
- Supercoupe d'Italie
  - Vainqueur: 2000.